# Seleen-75
Seleen-75 of 75Se is een onstabiele radioactieve isotoop van seleen, een niet-metaal. De isotoop komt van nature niet op Aarde voor.
Seleen-75 ontstaat onder meer bij het radioactief verval van broom-75.

## Radioactief verval
Seleen-75 vervalt door elektronenvangst tot de stabiele isotoop arseen-75:
{\displaystyle {\ce {{^{75}_{34}Se}+{e^{-}}->{^{75}_{33}As}+{\nu }_{e}}}}
De halveringstijd bedraagt bijna 120 dagen.

## Toepassingen
75Se-gelabeled selenocysteïne wordt gebruikt in kristallografische experimenten met selenoproteïnes.
64Se · 65Se · 66Se · 67Se · 68Se · 69Se · 69m1Se · 69m2Se · 70Se · 71Se · 71m1Se · 71m2Se · 72Se · 73Se · 73mSe · 74Se · 75Se · 76Se · 77Se · 77mSe · 78Se · 79Se · 79mSe · 80Se · 81Se · 81mSe · 82Se · 83Se · 83mSe · 84Se · 85Se · 86Se · 87Se · 88Se · 89Se · 90Se · 91Se · 92Se · 93Se · 94Se · 95Se